# Eve (The Alan Parsons Project)
Eve is een album van The Alan Parsons Project uit 1979.
Het album is opgenomen tussen februari 1978 en december 1978 in de Abbey Road Studios. In 1984 verscheen het op cd.
Samen met Pyramid, wordt Eve over het algemeen als een middelmatig album beschouwd tussen I Robot en de succesalbums uit de jaren 80. Het album heeft als thema de vrouw en haar effect op mannen. Het is het enige album met vrouwelijke leadvocalisten, Clare Torry en Lesley Duncan. Alan had al eens met Clare gewerkt op The Dark Side of the Moon van Pink Floyd.